# Louis Companyo
Baudile-Jean-Louis Companyo, né à Céret le 16 décembre 1781 et mort à Perpignan le 10 septembre 1871, est un naturaliste français. Médecin de formation, il est directeur du Muséum d'histoire naturelle de Perpignan et publie, à l'âge de 80 ans, une Histoire naturelle du département des Pyrénées-Orientales en trois volumes.

## Biographie
Son père, Louis Companyo, est un médecin, membre correspondant de l'Académie de médecine de Paris et sa mère Claire Lauquine est native d'Arles. Il devient rapidement orphelin mais suit les traces paternelles en étudiant à la faculté de Montpellier. Il doit les arrêter pour faire son service militaire au cours duquel il devient chirurgien sous-aide major dans le quartier général du prince Murat, en Espagne en 1807. À cette occasion il rencontre et se lie d'amitié avec l'entomologiste comte Déjean et  le célèbre baron Larrey. Malgré la guerre, ils font de nombreuses expéditions à la recherche d'animaux inconnus.
Rentré en France après la guerre d'Espagne, il devient chef de service à l'hôpital militaire de Prades. Pour des raisons de santé, il doit abandonner sa carrière militaire et il termina ses études par une thèse de doctorat, à Montpellier, le 17 juin 1812.
À partir de cette époque, il continue ses recherches naturalistes par des voyages, sa participation à différentes collections et il installe dans le Musée de Perpignan des collections précieuses, dont il fait don à la ville en 1837. Le 21 novembre 1840, il est nommé directeur-conservateur du Museum de Perpignan.
Il s'intéresse à de nombreux sujets aussi variés que la statistique, l'instruction publique, la salubrité, la surveillance des prisons, la pépinière départementale, la sériciculture, la science agricole, etc.
En 1852, il refuse de prêter le serment politique au nouveau gouvernement qui le destitue de ses fonctions de médecin des prisons et de directeur de la pépinière. malgré cela, il continue à agrandir ses collections. En 1844 et en 1845, la Société agricole, scientifique et littéraire des Pyrénées-Orientales lui confie la présidence.
Companyo étudie  les cours des rivières et des divers terrains qu'elles traversent et Il en fait une exposition dans une des salles du Muséum. Companyo se décide à faire imprimer l'inventaire complet de ses observations dans les trois règnes de la nature. À l'âge de quatre-vingts ans, il entreprend la publication, en trois forts volumes, de l'Histoire naturelle du département des Pyrénées-Orientales.
Il reçoit les palmes d'officier de l'Instruction publique, en 1864, la croix de la Légion d'honneur, en 1867, celle de l'ordre Impérial de François-Joseph d'Autriche en 1870, peu de temps avant de mourir à Perpignan en 1871.

## Publications
- B. J. Louis Companyo-Lanquine, Essai sur les hémorragies utérines qui surviennent vers le dernier temps de la grossesse pendant et après l'accouchement, Montpellier, 17 juin 1812, In-4 ° (BNF 36868064)
- L. Companyo, Mémoire descriptif et ostéographie de la baleine échouée... près de St-Cyprien... Pyrénées-Orientales, le 27 novembre 1828, Perpignan, J. Alzine, 1830, 71 p. (BNF 30262525)
- Mémoire descriptif et ostéologie d'une baleine échouée le 27 novembre 1828, sur les côtes de la Méditerranée, près Saint-Cyprien
- Rapport sur un serpent de 11 pieds de longueur et 18 pouces de circonférence, tué dans le département des Pyrénées-Orientales, 1836, IIe Bulletin de la Société Philomathique de Perpignan
- Rapport sur un tableau contenant la collection des mollusques terrestres et fluviatiles, offert à la même Société par M. Aleron, 1837, IIIe Bulletin de la Société
- Catalogue des oiseaux, soit sédentaires, soit de passage trouvés dans notre département (classification de Temmink) 375 espèces
- Notice  sur les insectes qui ravagent, dans quelques cantons, les vignobles du département des Pyrénées-Orientales avec cartes indiquant les cantons les plus ravagés par la pyrale (en catalan couque) et l'attice (babot), 1839, IVe Bulletin de la Société
- Catalogue raisonné de divers objets offerts à la Société des Pyrénées-Orientales, pour le cabinet d'Histoire naturelle, 1841, Ve Bulletin de la Société
- Catalogue descriptif des mammifères qui ont été observés et qui vivent dans le département des Pyrénées-Orientales, 1841, Ve Bulletin de la Société
- Rapport sur l'industrie sétifère du département des Pyrénées-Orientales en 1842 et 1843, 1843, VIe Bulletin de la Société.
- Itinéraire des quatre vallées du département des Pyrénées-Orientales, suivi du Catalogue des quarante premières familles de plantes observées dans cette contrée
- Observations sur la présence de trois oiseaux nouveaux pour la Faune du département
- Description  d'une nouvelle espèce de mulette trouvée dans les eaux douces du département, en collaboration avec Paul Massot, avec planches
- Notice sur l'Histoire naturelle de l'île Sainte-Lucie (Aude)
- Rapport sur l'éducation des vers-à-soie Trivoltini et sur le mûrier multicaule
- Rapport sur les plantations de mûriers et d'oliviers dans les Pyrénées-Orientales
- Mémoire au sujet de la greffe du chêne-liège sur le chêne-vert
- Mémoire sur deux nouvelles plantes de la famille des génistées, genre Sarothamnus, découvertes par Companyo même dans les Pyrénées-Orientales, 1848, VIIe Bulletin de la Société Agricole, Scientifique et Littéraire des Pyrénées-Orientales
- Considérations sur des ossements fossiles trouvés dans le bassin du Roussillon : mastodonte et hippopotame, et sur deux têtes humaines, l'une trouvée dans les cavernes calcaires des Corbières, l'autre tête éburne de dimensions colossales, trouvée dans le cimetière d'Oms, 1851, VIIIe Bulletin.
- Considérations sur le gutta-percha et sur les services qu'il peut rendre à l'industrie
- Catalogue des insectes coléoptères (carabiques) observés dans les Pyrénées-Orientales, avec indication des localités
- Notice sur la priorité de la découverte de la subularia aquatica dans les eaux du plateau de Carlite
- Note sur la présence de l'Eider, Anas mollissima (Linné), dans le Roussillon, 1854. IXe Bulletin
- Suite du catalogue des insectes coléoptères observés dans le département des Pyrénées-Orientales avec indication des localités. Cette partie renferme les Hydrocanthares et les Lamellicornes, 1856, Xe Bulletin
- Observations sur les insectes nuisibles aux oliviers dans le département des Pyrénées-Orientales, 1858, XIe Bulletin
- Notice sur des cétacés échoués sur les côtes de la Méditerranée, entre Saint-Laurent-de-la-Salanque et Leucate en février 1864, Delphinus globiceps. Description de l'animal, anatomie et ostéologie, avec 4 planches. Le squelette de ce cétacé a été monté par Companyo pour le musée de Perpignan, 1867, XVe Bulletin.

## Distinctions
- chevalier de l'ordre de François-Joseph en 1870, Autriche-Hongrie[2].